# فيتي ليفو
هي أكبر جزيرة في جمهورية فيجي تسمى بالإنكليزية (Viti Levu) توجد فيها عاصمة البلاد سوفا وغالبية سكان الجمهورية يعيش فيها أي حوالي 70% من السكان المقدر عددهم بحوالي 600,000 نسمة.

## الجغرافيا
يبلغ طول الجزيرة 146 كم وعرضها 106 كم وتبلغ مساحتها حوالي 10,389 كم2 و أقرب جزيرة إليها هي جزيرة تافيوني .
سطح الجزيرة مغطى بالحمم البركانية كما تشهد الجزيرة من حين إلى أخر هزات أرضية متعددة.
يعتبر القسم الشرقي من الجزيرة الأكثر هطولا للأمطار بينما القسم الغربي الأكثر جفافًا كون الجزيرة ينصفها تقريبًا سلسلة جبال.

## الاقتصاد
يتم زراعة قصب السكر في الجانب الغربي من الجزيرة أما صناعة الألبان والأجبان فيتم في الجانب الشرقي.
تعتبر من أكثر المناطق تربية للمواشي بتعداد يقدر ب 7000 رأس خصوصًا في منطقة ياكارا الواقعة بين تافوا وراكيراي.بينما في وسط الجزيرة فسطحها مغطى بغابة كما توجد فيها جبل تومانيفي والذي يصل ارتفاعه إلى 1324 متر.كما تعرف هذه الجزيرة بأنها الموطن الوحيد لحشرة خنفسة فيجي العملاقة ذات القرون الطويلة.

## المدن
يوجد فيها عاصمة البلاد سوفا، كما توجد فيها مدن ساحلية مثل با، لاوتوكا، نادي، ناوزوري.

## السياسة
من أصل 14 محافظة تكون جمهورية فيجي فإن 8 محافظات منها تقع في جزيرة فيتي ليفو.
محافظات القسم الغربي هي:
با،نادروكا-نافوسا،را.
محافظات القسم الأوسط هي :
نايتازيري،ناموزي،ريوا،سيرووا وتايليفو.
بين العام 1879 و 1916 تدفق على الجزيرة العديد من العمال الهنود بغية العمل في الجزيرة، حيث تركزوا في الجانب الغربي من الجزيرة بينما بقي القسم الشرقي بغالبية من السكان الأصليون.